# Trabucaires d'en Perot Rocaguinarda
Els Trabucaires d'en Perot Rocaguinarda es van constituir oficialment el 1991 i van ser presentats durant la festa major del barri d'Horta d'aquell any. La idea de crear una agrupació nova de trabucaires a la ciutat s'havia engendrat un any abans, durant la festa del Pi que es fa per Santa Coloma a la vila de Centelles (Osona). Aquells dies, els veïns de la població tenen el costum de galejar amb els trabucs i el dia central de la festa s'hi poden arribar a aplegar centenars de trabucaires. El fet de veure de prop aquella activitat va animar una colla d'amics a crear un grup propi.
El nom escollit per a la colla és el d'un dels bandolers catalans més famosos del segle xvii, Perot Rocaguinarda, anomenat també Perot lo Lladre. Originari del Lluçanès, el personatge i les seves gestes han esdevingut tan llegendaris que han inspirat tota mena de romanços i cançons. El bandoler apareix fins i tot a la segona part del Quixot.
Inspirant-se en aquest personatge, la colla va decidir d'adoptar un vestuari propi del segle XVII: xamberg amb ploma, capa gascona, camisa blanca i jupa de vellut verd. També porten uns calçons marrons, mitges blanques i sabates de pell amb vetes. Les noies van amb una faldilla de vellut verd amb enagos blancs. Aquesta indumentària tan vistosa va significar un trencament amb la línia tradicional dels trabucaires.
Des de la creació de la colla, els Trabucaires d'en Perot Rocaguinarda participen en molts actes de caràcter festiu i social, com ara les trobades nacionals de trabucaires o les festes de la Mercè, on formen part del seguici.